# Bulbophyllum ptilotes
Bulbophyllum ptilotes är en orkidéart som beskrevs av Rudolf Schlechter. Bulbophyllum ptilotes ingår i släktet Bulbophyllum och familjen orkidéer. Inga underarter finns listade i Catalogue of Life.